# Sanieren von Baudenkmälern

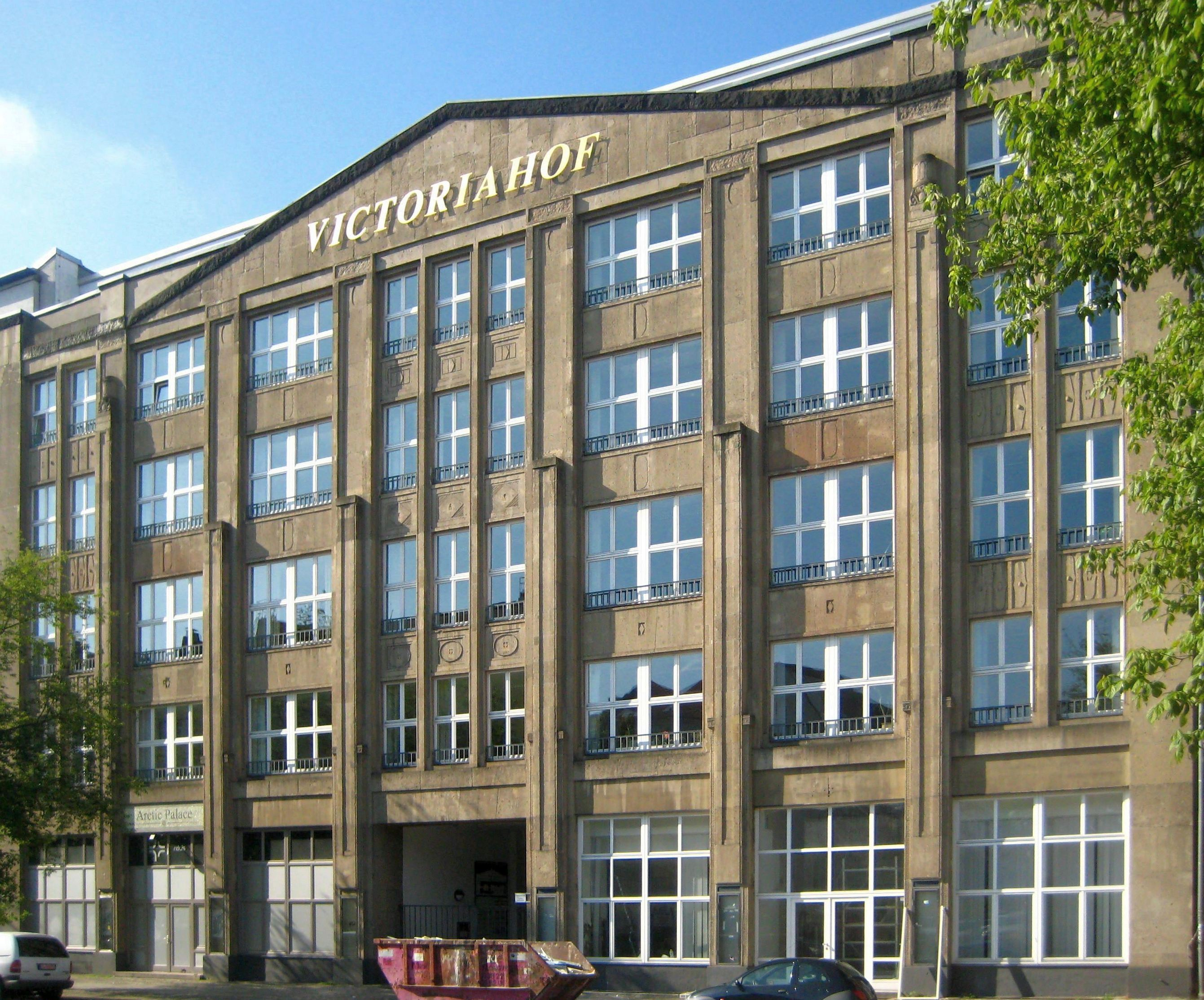
Berlin-Mitte, Koepenicker Straße, Viktoriahof. Baudenkmal, 1992–1993 saniert

Die Bezeichnung Sanierung wird heute aufgrund der gewandelten und unklaren Bedeutung des Wortes im Zusammenhang mit Baudenkmalschutz und Baudenkmalpflege nicht mehr verwendet. Dennoch können irreversible Eingriffe in die historische Substanz zum Beispiel des Fundaments oder des Mauerwerks nötig sein, um Baudenkmäler vor dem Zerfall zu retten. Diese Eingriffe überschreiten die Grundsätze von Denkmalschutz und Denkmalpflege gemäß der Charta von Athen, nämlich die Erhaltung oder Instandsetzung jeder historischen Substanz, sowie die Reversibilität der Maßnahmen zu ihrer Erhaltung. Diese Sanierungsmaßnahmen gelten daher als Sonderfälle. In der Praxis der Bestandssicherung sind diese Eingriffe erst genehmigungsfähig nach eingehender Begutachtung der Substanz durch die Denkmalämter. Die speziellen Verfahren der Sanierung des Mauerwerks und des Fundaments von Baudenkmälern werden hier beschrieben. Zu beachten sind die Auflagen des Denkmalschutzes, die die Denkmalämtern der Länder erstellen. Die bautechnischen Maßnahmen können sich auf die reine Konservierung des gegenwärtigen Zustandes beschränken. Dies umfasst häufig schon umfangreiche Baumaßnahmen wie Fundamentverstärkung, Einbau von Ankern usw. Sie können aber auch zum Ziel haben, den ursprünglichen Zustand so weit wie möglich wiederherzustellen. Zwei typische Beispiele für diese unterschiedlichen Zielsetzungen sind die Konservierung der Ruine der Kaiser-Wilhelm-Gedächtniskirche in Berlin und die Rekonstruktion der Frauenkirche in Dresden.

## Erhalt von Baudenkmälern
Nach der Definition der deutschen Denkmalschutzbestimmungen sind Baudenkmäler ausgewählte Bauwerke, die nach Art ihrer Ausführung, ihrer architektonischen Gestaltung und ihrer Materialverwendung beispielhaft für die jeweilige Epoche sind. Zum Schutz und zur Erhaltung dieser Baudenkmäler haben die Regierungen der meisten Länder Verordnungen zum Denkmalschutz erlassen. Alle Baumaßnahmen an den geschützten Objekten, vom Umbau, über die Sanierung bis zum Abbruch bedürfen einer besonderen Genehmigung der zuständigen Denkmalschutzbehörde.
Die für den Erhalt von Baudenkmälern erforderlichen finanziellen Aufwendungen sind oft nur zu vertreten, wenn das Bauwerk einer sinnvollen Nutzung zugeführt wird (Nutzungänderung). Diese Nutzung wird in vielen Fällen nicht dieselbe sein, zu deren Zweck ein Bauwerk einst errichtet wurde. Das bedeutet, dass das Bauwerk heutigen Komfortansprüchen und hinsichtlich seiner Standsicherheit und Feuersicherheit den heutigen Bauvorschriften genügen muss. In vielen Fällen werden weitergehende Maßnahmen erforderlich, wie zum Beispiel Anpassungen des Tragwerks, Durchbrüche für Fluchtwege oder Einbau von sanitären Anlagen.
Seit der Novellierung der Energieeinsparverordnung 2009 erfolgen zunehmend Sanierungen von Denkmalen mit dem Ziel, CO2-Ausstoß und Heizkosten zu senken. Da ein Großteil der Wärme über die Gebäudehülle verloren geht, wird die energetische Ertüchtigung auch des Baubestands oft auf die Dämmung der Außenwände reduziert. Die bei der energetischen Sanierung übliche Fassadendämmung ist aber auf denkmalgeschützte Fassaden nicht anwendbar. Besonders der Einsatz von Wärmedämmverbund-Systemen an Hausfassaden hat negative Folgen sowohl für das Erscheinungsbild als auch die Substanz von Denkmalen. Anstelle genormter Sanierungsverfahren sollte ein differenziertes Instrumentarium zur energetischen Sanierung auf historische Bauten angewendet werden: Einbau effizienter Heizungssysteme, Dämmung von Dach- und Kellerdecken, Anbringung von Solaranlagen an schwer einsehbaren Stellen, Berücksichtigung vorhandener Energiespeicherungsmöglichkeiten, Zonierung des Gebäudes nach solarem und geothermischem Energiegewinn etc. Um Denkmaleigentümern eine förderungsfähige energetische Sanierung zu ermöglichen, die das Haus nicht durch eine Außendämmung schädigt, erweiterte die KfW-Bank ihr Förderprogramm zur energetischen Sanierung zum 1. April 2012 um die Effizienzhaus-Klasse Denkmal.

## Schadensursachen
Da es sich bei historischen Bauwerken überwiegend um Natursteinmauerwerk handelt, sind die typischen Schadensursachen vor allem chemisch-physikalische Vorgänge, welche den Naturstein oder den Fugenmörtel angreifen und zerstören.

### Durchfeuchtung
In den meisten Fällen ist Wasser die wesentliche Voraussetzung für die den Schaden verursachenden chemischen und physikalischen Vorgänge. Solange es gelingt, das Mauerwerk völlig trocken zu halten, können all die unter den Sammelbegriffen Verwitterung und Korrosion zusammengefassten Zerstörungsvorgänge am Baukörper kaum eintreten. Bei dem ins Mauerwerk eindringenden Wasser handelt es sich in der Regel um Niederschlagswasser, das durch zerstörte Fugen eindringt, oder um Feuchtigkeit, die durch die Kapillarität des Steinmaterials aus dem Grundwasser nach oben aufsteigt.
Feuchtigkeitsschäden können aber auch entstehen, durch auf den Innenflächen des Mauerwerks kondensierende Luftfeuchte. Bei beheizten Räumen mit großem Publikumsverkehr, wie Versammlungsräume, Kirchen usw., ergeben sich vor allem im Winter, bei sehr unterschiedlichen Innen- und Außentemperaturen auch unterschiedliche relative Luftfeuchten, so dass sich wassergesättigte Innenluft an den kälteren Wandflächen niederschlagen und diese durchfeuchten kann.

### Verwitterung und chemische Erosion
Baudenkmäler aus Natursteinen sind sowohl natürlicher Erosion, wie auch durch Luftverschmutzung aus menschlichen Aktivitäten verursachter Erosion ausgesetzt. Beide Erosionsursachen bedingen und überlagern sich zum Teil gegenseitig, so dass es schwierig ist, diese oder jene Ursache als alleinigen oder hauptverantwortlichen Erosionsmechanismus zu nennen.

#### Verwitterung
Die Steinzerstörung durch die aus der Atmosphäre in die Poren des Gesteins eindringenden Medien ist keine Erfindung der Neuzeit. Schon die alten Baumeister mussten sich mit den komplexen physikalisch-chemischen Vorgängen beschäftigen, die spätestens bei der Gewinnung des Natursteins beginnen, und die wir unter dem Begriff Verwitterung zusammenfassen. Die zunehmende Belastung der Atmosphäre mit gasförmigen aggressiven chemischen Verbindungen – vor allem aus der Verbrennung schwefelhaltiger Erdölprodukte – hat die natürlichen Verwitterungsvorgänge aber heute dramatisch beschleunigt. Am Kölner Dom wurde z. B. ermittelt, dass der dort zum Teil verwendete Schlantdorfer Sandstein heute achtmal so schnell verwittert wie 1880.
Das Tempo der Erosion wird bestimmt durch die Zusammensetzung des Gesteins (vor allem von Porengehalt und Art der Bindemittel bei Sedimentgestein), von den regionalen Klimaverhältnissen einschließlich der Luftverschmutzung, und schließlich von der Lage des Materials im Bauwerk (innen oder außen). Die wichtigsten Klimaeinflüsse sind Regen, Eis, Wind und Temperaturdifferenzen. Die Verwitterung erfolgt im Wesentlichen durch mechanische Erosion. Das in Poren, oder durch Temperaturdifferenzen entstandene Risse eindringende Wasser gefriert bei Temperaturen unter Null Grad, die bei Eisbildung entstehende Volumenvergrößerung lockert das Gefüge oder sprengt Teile ab, und die losen Teile werden dann durch Wind und Regen abgetragen.
Eine weitere natürliche Ursache für Steinzerstörung ist die so genannte biologische Erosion durch Bewuchs mit Algen, Moos, oder Flechten. Der Bewuchs verhindert das Austrocknen durchfeuchteter Bauteile und das Auswaschen schädlicher Stoffe aus der Atmosphäre durch Regenwasser. Größere Pflanzen können dort, wo sie einmal in Spalten Wurzel gefasst haben, durch den Sprengdruck der sich ausdehnenden Wurzeln das Gestein zerstören.

#### Chemische Erosion
Chemische Erosion setzt das Vorhandensein von Wasser und aggressiven Gasen in der Atmosphäre voraus. Wasser ist in unseren Breiten das ganze Jahr über als Regenwasser reichlich vorhanden. Bei den aggressiven Gasen, die durch Auflösung des die Körner des Gesteins verkittenden Bindemittels das Gestein zerstören, handelt es sich vor allem um Schwefeldioxid und Chloride.
In der Regel wirken die im Regenwasser oder im Porenwasser der Gesteinsoberfläche gelösten Schadstoffe, indem sie entweder die Bindemittel – meist Kalkmörtel – herauslösen (Säuren), oder indem sie mit Bestandteilen des Bindemittels unter starker Raumvergrößerung neue Kristalle bilden, und so das Gestein von innen heraus zersprengen (Ettringittreiben). Typisch für diese Art der Steinzerstörung ist der Mechanismus der Bildung von Schwefelsäure aus der Atmosphäre: Durch Verbrennung von schwefelhaltiger Kohle oder Heizöl gelangt mit den Abgasen Schwefeldioxid (SO2) in die Luft. Durch Oxidation mit Luftsauerstoff wird daraus SO3, und bei Lösung dieses Gases in Regenwasser wird aus H2O und SO3 Schwefelsäure (H2SO4).
In der starken Verdünnung, in der die Schwefelsäure in die Poren des Gesteins eindringt, kann sie die Bindemittel kaum angreifen. Da bei Austrocknung des Materials aber das Wasser verdampft, ergibt sich nach vielen Durchgängen von Durchfeuchtung und Austrocknung eine Schwefelsäurekonzentration, die sehr wohl das Gesteinsgefüge von innen heraus auflösen und zerstören kann.

### Risse
Risse in Tragkonstruktionen sind in der Regel sowohl Schadensbild wie Schadensursache. Ursache aller auftretenden Risse sind Verformungsbehinderungen, bzw. Überschreitung der Verformungsfähigkeit des Baustoffs. Da das Mauerwerk meist gleichzeitig auch eine Abdichtungsfunktion zu erfüllen hat, sind Risse weit offene Eingangstore für Wasser und aggressive Medien. Es gibt eine Vielzahl von möglichen Rissursachen. Die wichtigsten Merkmale, die Hinweise auf eine Rissursache geben, sind:

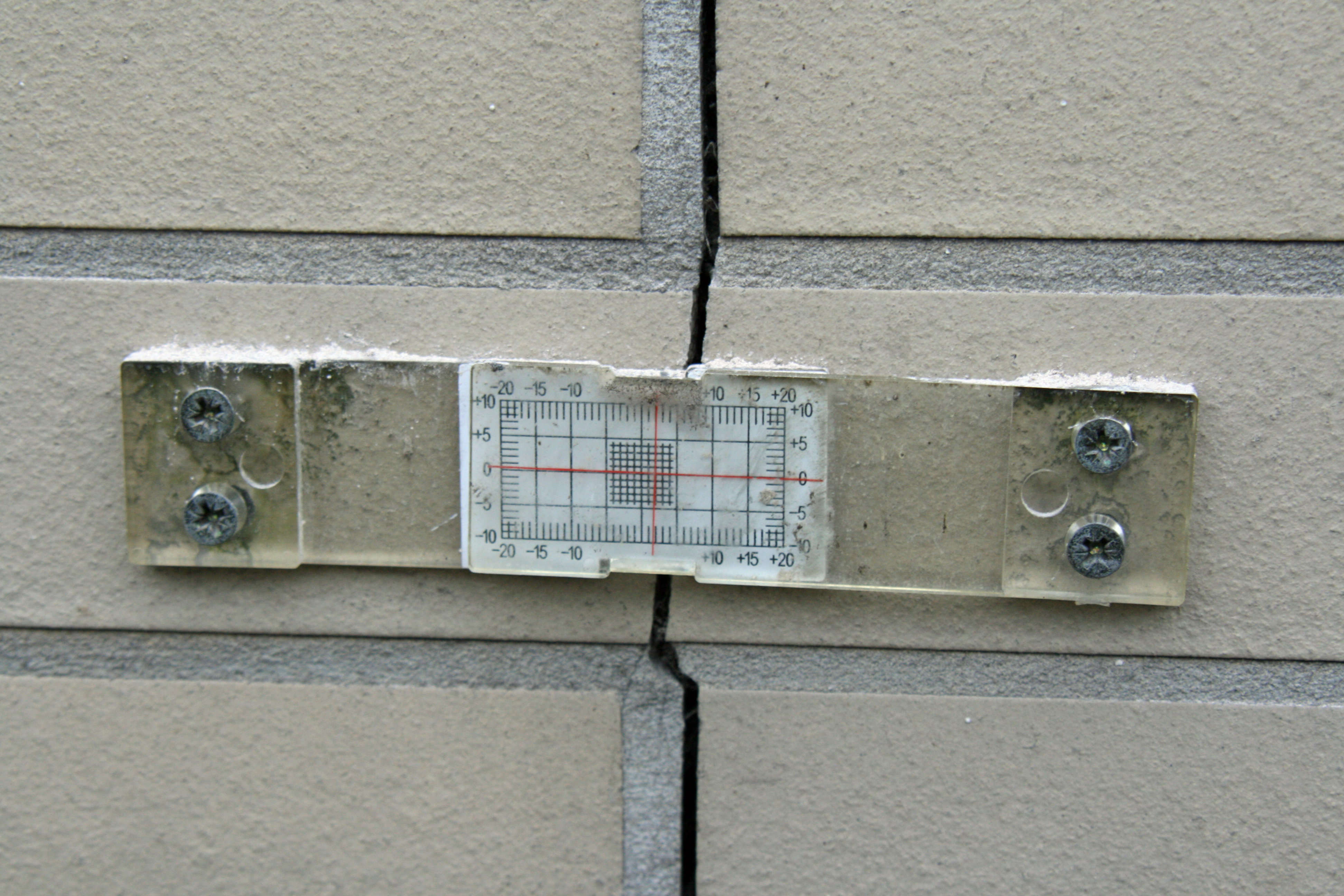
Rissmonitor

- Rissbewegung. Gipsmarken oder Rissmonitore, die quer über den Riss angebracht werden, lassen erkennen, ob der Riss bereits zur Ruhe gekommen ist (toter Riss) oder noch arbeitet (lebender Riss).
- Tiefe des Risses. Die Feststellung, ob ein Riss nur an der Oberfläche, bzw. bis in eine gewisse Tiefe, oder quer durch das ganze Bauteil verläuft, lässt auf die Art der Rissursache schließen. (Schwinden, Setzung).
- Der Verlauf des Risses und vor allem die Verschiebung der Rissränder gegeneinander geben Hinweise auf die Richtung der wirkenden Kraft.

Die häufigsten Ursachen von Rissen im Mauerwerk von historischen Bauten sind vor allem Schub- (beispielsweise Gewölbeschub) und Zugkräfte, Änderungen der Tragfähigkeit des Baugrundes (etwa durch Grundwasserabsenkung), oder auch dynamische Beanspruchungen aus am Bauwerk vorbeifließenden Schwerlastverkehr. Risse können auch durch kurzfristige Katastropheneinwirkung wie Brand oder Erdbeben verursacht werden.

### Ettringittreiben
Schaden durch Ettringittreiben tritt nicht selten dort auf, wo in der Vergangenheit gipshaltiges Mauerwerk mit Normalzementen repariert, oder wo solche Zemente zur Mauerwerksverfestigung injiziert wurden. Bei historischen Bauwerken ist häufig bei der Herstellung Gips oder Kalk mit Sulfatanteilen als Bindemittel verarbeitet worden. Kommen solche Mörtel mit Normalzement in Kontakt, so kann es durch Reaktion des in diesen Zementen enthaltenem Tricalciumaluminats (C3A) zur Ettringitbildung und zu Treiberscheinungen kommen, die den Mörtel oder das Gestein von innen heraus zersprengen. Bei in früheren Jahren durchgeführten Sanierungen ist dieses Problem noch nicht ausreichend bekannt gewesen, und deshalb nicht berücksichtigt worden.

## Sanierungsverfahren
Zur Erhaltung der alten Bausubstanz wäre es natürlich ideal, Sanierungsarbeiten weitgehend mit dem gleichen Baustoffen durchzuführen, die seinerzeit bei der Errichtung des Bauwerkes verwendet wurden. Dies wird aber sehr häufig aus baurechtlichen Gründen nicht möglich sein, da – vor allem bei Gebäuden mit Publikumsverkehr – die heutigen Anforderungen an Standsicherheit und Brandschutz erfüllt sein müssen. Man wird also häufig zu modernen Materialien wie Beton, Spannstahl und auch Kunststoffen greifen müssen. Selbstverständlich sind diese Materialien so einzubauen, dass der Charakter des Bauwerks weitgehend erhalten bleibt.

### Spritzbeton
Spritzbeton dient vor allem zum Einbau von Verstärkungen, Stützkonstruktionen wie Überwölbungen und Widerlager für Anker. Durch den hohen Aufpralldruck ergibt sich eine kraftschlüssige Verbindung mit alten Mauerwerksteilen.

### Zementinjektionen
Das Einpressen eines Wasser-Zementgemischs dient der Verfestigung und Abdichtung von Mauerwerk. Ferner bei Ankern zum Ausfüllen des Bohrlochs, und zur Herstellung einer kraftschlüssigen Verbindung zwischen eingebautem Stahlanker und Mauerwerk, sowie zum Rostschutz der Anker. Zum besseren Fließverhalten werden die Wasser-Zementmischungen oft durch Zugabe von Kunststoffemulsionen (Mischung aus Kunststoff und Wasser) modifiziert. Eingesetzt sollten aus den schon angeführten Gründen nur C3A-freie Zemente.

### Stahlanker
Stahlanker dienen der Verklammerung gerissener Bauwerksteile und zur Verankerung rissgefährdeter Teile an standfeste Teile der Konstruktion oder neu eingebaute Stützkonstruktionen, Die Anker können schlaff eingebaut werden, und wirken dann durch ihre Mantelhaftung am Verpressmörtel des Bohrlochs. Oder sie können auch vorgespannt werden und bringen die Vorspannkraft über die Ankerplatten in das zu verfestigende Mauerwerk ein.

### Kunststoffe
Kunststoffe sollten wegen des stark von den alten Materialien abweichenden Verformungsverhalten nur begrenzt zur Sanierung historischer Bauten eingesetzt werden. Sie werden vor allem verwendet zur Oberflächenkonservierung, als dünnflüssige Lösungen zur Abdichtung von Kapillarporen, in die Zementteilchen wegen ihrer Größe nicht mehr eindringen können, sowie als Zusätze zu abdichtenden Putzen oder Anstrichen. Kunststoffgebundene Mörtel werden auch eingesetzt für den Ersatz abgebrochener Teile an Skulpturen oder Fresken, wobei durch Wahl verschiedenfarbiger Zuschläge, Farbe und Struktur des Ersatzes weitgehend dem vorhandenen Material angepasst werden können.

### Horizontalsperren
Zur Verhinderung kapillar aufsteigender Feuchtigkeit aus dem Baugrund, sind wenige Schichten oberhalb der Fundamentsohle, und meist noch unterhalb der ersten Decke horizontale Dichtungsschichten einzubauen. Bei dem alten Mauerwerk von historischen Bauten fehlt oft diese Horizontalsperre, oder eine seinerzeit eingelegte geteerte Pappe ist verrottet. Das an der Fundamentsohle bzw. an den erdberührten Kellerwänden eindringende Wasser wird durch die Kapillaren des Mauerwerks nach oben transportiert, tritt in den genutzten Räumen an den Wänden aus, und zerstört Anstriche und Putze. Zur Verhinderung dieser Schäden hat es wenig Zweck die feuchten Stellen von innen mit einem speziellen Dichtungsputz abzusperren. Das Wasser würde weiter hochsteigen und oberhalb des Dichtungsputzes austreten. Eine andere wenig wirksame Methode ist die Mauerwerksentfeuchtung durch Einsetzung von Verdunstungsröhrchen in das Mauerwerk. Je mehr Feuchtigkeit verdunstet, desto mehr Salze und stein- bzw. mörtelangreifende Stoffe werden nachtransportiert und so die Zerstörungsvorgänge beschleunigt. Eine wirksame horizontale Sperre gegen kapillar aufsteigende Feuchte ist durch drei Verfahren möglich.

#### Nachträglicher Einbau einer Dichtungsfolie
Bei dieser sichersten aber auch aufwendigsten Methode, wird abschnittsweise das Mauerwerk durchgehend aufgesägt oder aufgestemmt, und nach Einbau einer Dichtungsfolie wieder vermörtelt. Zur Verwendung kommen hier Metall- oder armierte Kunststofffolien, die in mindestens zwei Lagen verlegt werden. Durch Schaffung einer glatten Auflagerfläche (Abgleich mit Zementmörtel) ist dafür zu sorgen, dass die Folie nicht durch den darauf lastenden Druck des Mauerwerks durchlöchert wird.

#### Einbau einer Injektionssperre
Sie erfolgt über im Raster versetzte Einzelbohrungen bis zu etwa 2/3 der Mauerwerksdicke, und Einpressen einer Zementemulsion (Gemisch aus Zement und Wasser) oder hydrophobierender Chemikalien. Eventuell erfolgt eine Zweistufeninjektion, bei der zuerst mit Zement vorgepresst und die größeren Löcher und Spalten geschlossen werden, und dann mit Chemikalien nachgepresst wird, um die Kapillaren abzusperren. Verpresst wird allgemein mit Druck. Unter günstigen Verhältnissen reicht es auch manchmal aus, das Mauerwerk anzubohren und die schräg nach unten angesetzten Bohrlöcher mit einer porenverstopfenden Lösung auf Kieselsäure- oder Wasserglasbasis ggf. auch mehrfach zu füllen. Das flüssige Wasserglas dringt durch die Schwerkraft und die Kapillarität des Mauerwerks auch in sehr feine Hohlräume ein, und versperrt so nach der Erhärtung den Wasserdurchtritt.

#### Entfeuchtung durch Elektroosmose
Bei der Entfeuchtung durch Elektroosmose wird der physikalische Effekt ausgenutzt, dass Wasser in einem elektrischen Feld immer zum Minuspol (Kathode) wandert. Durch Einbau von Elektroden wird nahe der Fundamentsohle eine negative Spannung erzeugt, wodurch das Wasser nach unten gedrückt und nicht durch die Kapillarität des Mauerwerks nach oben transportiert wird. Man unterscheidet hier die passive Methode (beide Pole werden kurzgeschlossen, wodurch sich auch ohne Fremdspannung ein gewisser Stromfluss ergibt) und die aktive Methode, bei der eine ständige Stromquelle mit sehr geringer Spannung angelegt wird. Während die aktive Elektroosmose nachweisbare Ergebnisse erzielt und Wände trockenlegt, ist dieser Effekt bei passiven Verfahren sehr gering, die Durchfeuchtungsgrenze wandert nach Inbetriebnahme nur wenige Zentimeter nach unten. Eine praxistaugliche Anwendung zur Mauerentfeuchtung oder -trockenlegung ist daher nur mit einem aktiven Verfahren zu erreichen.

### Baugrundverfestigung
Im Zuge von Baumaßnahmen (wie etwa U-Bahnbauten) kommt es oft zu Veränderungen der Tragfähigkeit des Baugrundes. Zur Sicherung der Fundamente und zur Vermeidung von Setzungen sind dann Baugrundverfestigungen erforderlich. Je nach Art und Zusammensetzung des Baugrundes erfolgt dies durch Injektionsdichtung.
Bei Zementinjektion wird ein dünnflüssiger Wasser-Zementbrei in aufnahmefähige Bodenschichten eingepresst. Verwendet werden auch kolloidal aufbereitete Zementgemische. Das sind Wasser-Zementgemische, die denen der Zement in hochtourigen Propellermischern unter Zusatz schaumbildender Mittel so aufgeschlagen wird, dass sich eine kolloidale, und sehr stabile und fließfähige Suspension bildet. Die unterste Grenze der Injizierbarkeit von Zementsuspensionen liegt bei Sanden mit einer Korngröße von etwa 1,0 mm. Bei kleineren Korngrößen bis herunter zu 0,04 mm wird chemische Bodenverfestigung durch Injizieren von zweikomponentigen Chemikalgemischen angewendet. Die Gemische erhärten bei Kontakt der beiden Komponenten im Boden und verkitten die Körner des Baugrundes miteinander.

### Fundamentverstärkung durch Verpresspfähle
Bei diesem Verfahren werden von der tiefsten zugänglichen Sohle des Bauwerks aus, mittels Drehbohrung Bohrlöcher von rund 20 cm Durchmesser unter die vorhandene Gründung gebohrt. Nach Herstellung des Bohrlochs wird ein Bewehrungskorb oder ein einzelnes Stahltragglied (z. B. System GEWI) eingeführt und der Pfahl unter Druck ausbetoniert.
Meist wird der Beton nach dem Einfüllen in das Bohrloch mit Druckluft verdichtet. Der Beton wird dadurch an die Wandungen des Bohrlochs gepresst. Nach dem Aushärten ergibt sich ein Pfahl mit grober Oberfläche, der die Bauwerkslasten über Mantelreibung abtragen kann.